# Mogoltavia
Mogoltavia es género de plantas con tres especies perteneciente a la familia Apiaceae.

## Taxonomía
El género fue descrito por Yevgeni Korovin y publicado en Botanicheskie Materialy Gerbariia Instituta Botaniki i Zoologii Akademii Nauk UzSSR 8: 11. 1946[1947]. La especie tipo es: Mogoltavia sewerzovii Korovin	

## Especies
- Mogoltavia narynensis Pimenov & Kljuykov
- Mogoltavia severtzovii (Regel) Korovin
- Mogoltavia sewerzovii Korovin